# 164 (số)
164 (một trăm sáu mươi bốn) là một số tự nhiên ngay sau 163 và ngay trước 165.